# Olivier Perdu
Olivier Perdu, né à Amiens le 27 septembre 1952, est un égyptologue attaché à la chaire de Civilisation pharaonique du Collège de France. Il a été professeur à l'école du Louvre de 1983 à 2000. 
Il a été commissaire de l'exposition au musée Jacquemart-André en 2012 : Le crépuscule des pharaons : chefs-d'œuvre des dernières dynasties égyptiennes consacrée à une réhabilitation de la production artistique après le Nouvel Empire.

## Publications
- Égypte, collection Guide Mondial, Vilo Paris ;
- Recueil des inscriptions royales saïtes. Volume 1, Psammétique Ier, Cybèle, janvier 2002,  (ISBN 978-2951675865) ;
- Le crépuscule des pharaons : chefs-d'œuvre des dernières dynasties égyptiennes, Fonds Mercator, mars 2012 Publié à l'occasion de l'exposition, ce catalogue réunit plus de cent pièces exceptionnelles provenant des plus grandes collections internationales d'antiquités égyptiennes, dont l'Ägyptisches Museum de Berlin, le British Museum, le musée du Louvre et le Metropolitan Museum of Art.
- Les statues privées de la fin de l'Égypte pharaonique, Tome I, Hommes, Khéops, mars 2012,  (ISBN 978-2916142029) Volume consacré à la collection des statues conservées au musée du Louvre.